# Cryptosaurus
Cryptosaurus is een geslacht van plantenetende ornithischische dinosauriërs, behorend tot de groep van de Ankylosauria, dat tijdens het late Jura leefde in het gebied van het huidige Engeland. De typesoort is Cryptosaurus eumerus.

## Vondst en naamgeving
In 1869 schonk de geoloog Lucas Ewbank, fellow van Clare College te Cambridge, een fossiel rechterdijbeen aan het Woodwardian Museum. Harry Govier Seeley had opdracht alle fossielen van de verzameling van het museum te catalogiseren. In 1869 benoemde hij voor het bot een aparte soort. De geslachtsnaam is afgeleid van het Klassiek Griekse kryptos, "verborgen", een verwijzing naar de zeldzaamheid van de vondst. De soortaanduiding is gevormd uit het Griekse eu, "welgevormd", en meros, "dijbeen", een verwijzing naar de stevige bouw. De benoeming ging slechts vergezeld van een summiere beschrijving: On Shelf g is temporarily placed the femur of a Dinosaur from the Oxford Clay, Cryptosaurus eumerus. Soms wordt aangenomen dat de naam in 1869 slechts een nomen nudum bleef en dat Seeley pas geldig benoemde door een uitgebreide beschrijving in een artikel uit 1875.

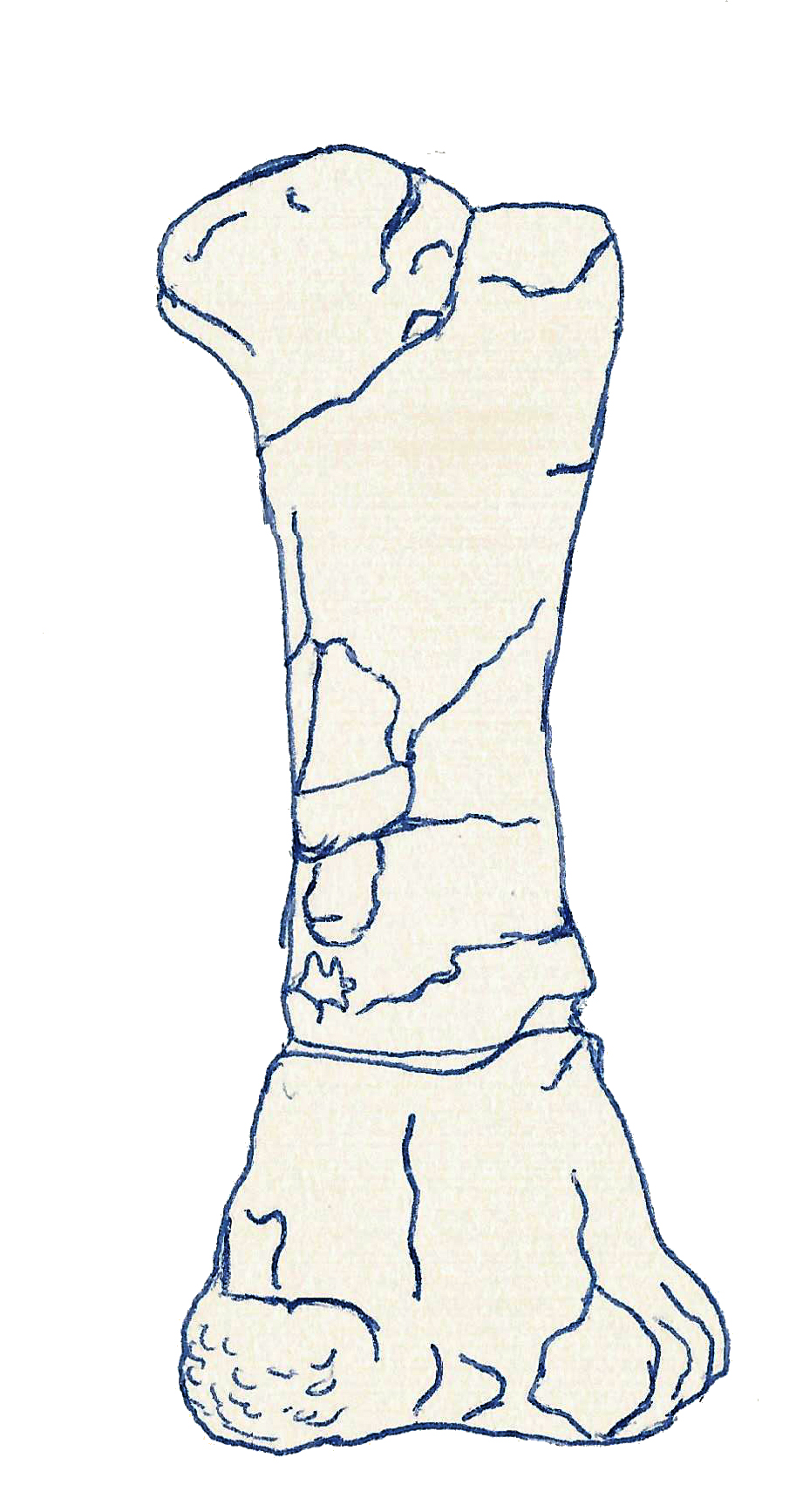
Een schets van het dijbeen

Het holotype, OUM J.46882, werd in 1869 door Ewbank gevonden in de Great Gransden brick pit, een tegenwoordig gedempte leemput in lagen van de Ampthill Clay-formatie (Oxford Clay), die stammen uit het bovenste Oxfordien, ongeveer 160 miljoen jaar oud.
In 1889 meende Richard Lydekker dat de naam "Cryptosaurus" al bezet was geweest. Deze werd namelijk vermeld in de Nomenclator Zoologicus van 1846 maar dit was gebaseerd op een fout gespelde vermelding van de krokodilachtige Cystosaurus Geoffroy 1832 in de Franse Bibliothèque universelle des sciences, belles-lettres, et arts en een nummer uit 1837 van een Duits tijdschrift, de Lethaea geognostica. Lydekker hernoemde Cryptosaurus in Cryptodraco en de soort zou tot in de jaren tachtig van de twintigste eeuw onder die naam in de literatuur voorkomen totdat de vergissing ontdekt werd.

## Beschrijving
Het dijbeen heeft een lengte van ongeveer 33 centimeter. Het is zwaargebouwd met een dikke schacht en over het onderste derde deel van de schachtlengte iets naar voren gebogen. De onderste gewrichtsknobbels zijn niet gescheiden door een groeve. De gewrichtsvlakken zijn bedekt met kleine putjes voor een betere aanhechting voor het kraakbeen. Het gaat om een volwassen exemplaar. Seeley dacht echter vanwege de geringe afmetingen dat het nog lang niet uitgegroeid was; het ontbreken van epifysen, sectoren van snelle groei in de botuiteinden, zag hij als een teken van een trage stofwisseling en dus koudbloedigheid.
Een vergelijking met ander ankylosauriërs wijst op een lengte van zo'n drie meter, een heuphoogte van ongeveer tachtig centimeter en een gewicht van enkele honderden kilogram.

## Fylogenie
Seeley dacht dat Cryptosaurus nauw verwant was aan Iguanodon. Het zou dan de eerste iguanodontide zijn die uit de Oxford Clay bekend werd, de reden voor de geslachtsnaam. In 1909 meende Friedrich von Huene dat het om een lid van de Camptosauridae zou gaan, een voorouder van Camptosaurus. Pas Peter Galton zou in 1983 duidelijk maken dat het een dijbeen van een ankylosauriër betrof, vermoedelijk een lid van de Nodosauridae. Daarmee zou het een van de oudste bekende ankylosauriërs zijn. Gemeenlijk wordt tegenwoordig echter aangenomen dat de soort wegens de beperkte resten een nomen dubium is.